# Чемпіонат України з регбі 2012
Чемпіонат України 2012 року з регбі-15.

## Суперліга
Змагання проводились від 21 квітня по 11 листопада серед 6 команд у двоколовому турнірі.
Команди: «Олімп» (Харків), «Кредо-63» (Одеса), «Сокіл» (Львів), «Оболонь-Університет» (Хмельницький), «Епоха-Політехнік» (Київ) та «Тех-А-С» (Харків).
| М | Команда                              | 1           | 2           | 3           | 4           | 5           | 6           | В | Н | П | Р:О     | Б  | О  |
| - | ------------------------------------ | ----------- | ----------- | ----------- | ----------- | ----------- | ----------- | - | - | - | ------- | -- | -- |
| 1 | «Олімп» (Харків)                     |             | 30:9 33:16  | 81:10 103:3 | 67:0 :      | 86:7 52:7   | 101:3 73:3  | 9 | 0 | 0 | 626:58  | +7 | 43 |
| 2 | «Кредо-63» (Одеса)                   | 9:30 16:33  |             | 65:0 55:3   | 38:10 118:0 | 62:3 45:10  | 81:0 106:3  | 8 | 0 | 2 | 595:92  | +8 | 40 |
| 3 | «Сокіл» (Львів)                      | 10:81 3:103 | 0:65 3:55   |             | 18:23 37:7  | 17:11 36:23 | 30:0* 24:10 | 5 | 0 | 5 | 178:378 | +4 | 24 |
| 4 | «Епоха-Політехнік» (Київ)            | 0:67 :      | 10:38 0:118 | 23:18 7:37  |             | 13:41 17:10 | 11:12 27:7  | 3 | 0 | 6 | 108:348 | +2 | 14 |
| 5 | «Оболонь-Університет» (Хмельницький) | 7:86 7:52   | 3:62 10:45  | 11:17 23:36 | 41:13 10:17 |             | 3:20 43:10  | 2 | 0 | 8 | 148:358 | +4 | 12 |
| 6 | «Тех-А-С» (Харків)                   | 3:101 3:73  | 0:81 3:106  | 0:30* 10:24 | 12:11 7:27  | 20:3 10:43  |             | 2 | 0 | 8 | 68:499  | -2 | 6  |

(*) У матчі «Сокіл» —«Тех-А-С» команді з Харкова зараховано технічну поразку 0:30 і знято 2 штрафні очка, а «Соколу» нараховано ще 1 бонусне очко.

### Найрезультативніші гравці
1. Олег Косарєв («Олімп») — 202 очка (20 спроб, 6 штрафних, 42 реалізації) 
2. Микола Делієргієв («Кредо-1963») — 121 очко (5 спроб, 6 штрафних, 39 реалізацій)
3. Віталій Краснодемський («Кредо-1963») — 78 очок (12 спроб, 9 реалізацій)
4. Олександр Любий («Олімп») — 78 очок (6 спроб, 24 реалізації)
5. Віталій Крамаренко («Кредо-1963») — 60 очок (12 спроб)
6. Олександр Часовських («Сокіл») — 59 очок (5 спроб, 4 штрафні, 11 реалізацій)
7. Максим Чураєв («Олимп») — 40 очок (8 спроб)
8. Юрій Михальчук («Кредо-1963») — 39 очок (7 спроб, 2 реалізації)
9. Мирослав Шуляк («Оболонь-Університет») — 36 очок (4 спроби, 4 штрафні, 2 реалізації)
10. Олег Литвиненко і Вадим Колишкін (обидва «Олімп») — 35 очок (7 спроб)

## Вища ліга
На першому етапі команди були розділені на три групи. Змагання розпочалися з 22 квітня.
Група «Захід»:  «Роланд» (Івано-Франківськ), РК «Рівне» (Рівне), «Батяри» (Львів). 
Група «Центр»: «Антарес» (Київ), «Арго-НАУ» (Київ), «Егер» (Київ). 
Група «Південь»: «Море» (Феодосія), «Політехнік» (Одеса), «Дніпро» (Дніпропетровськ).
На другому етапі сформовано дві групи, учасники яких розігрували 1-6 місця, та групу, в якій визначали володарів 7-9 місця. 
Група А: «Егер» (Київ), «Політехнік» (Одеса), «Роланд» (Івано-Франківськ).
Група Б: «Антарес» (Київ), «Море» (Феодосія), РК «Рівне» (Рівне).
Група за 7-9 місця: «Арго-НАУ» (Київ), «Дніпро» (Дніпропетровськ), «Батяри» (Львів).
Призові місця розіграно в стикових матчах:
за 3-є місце: «Політехнік» (Одеса) — «Море» (Феодосія) 17:31, 41:15
за 1-е місце: «Егер» (Київ) — «Антарес» (Київ) 17:22, 32:22